# Cultura della Germania
La cultura della Germania ha attraversato nel corso dei secoli l'intero mondo di lingua tedesca; fin dalle sue radici è stata modellata dalle principali correnti intellettuali e dalla cultura popolare del continente europeo, oltre che dalla religione e dal secolarismo. Storicamente la Germania è stata chiamata "Das Land der Dichter und Denker" (il paese dei poeti e dei pensatori).
Esiste una svariata serie di giorni festivi, improntati sia alla cultura religiosa che al laicismo. Il paese è particolarmente noto per le sue celebrazioni tradizionali dell'Oktoberfest a Monaco di Baviera, per la cultura del carnevale e della vigilia di Natale (a livello mondiale conosciuta come "Weihnachten"). Il 3 ottobre è stato dichiarato festa nazionale a partire dal 1990 e viene celebrato come Giorno dell'unità tedesca ("Tag der Deutschen Einheit"). L'UNESCO ha inscritto 50 siti del suo territorio nell'elenco del patrimonio dell'umanità.
La Germania si è posizionata al secondo posto tra le nazioni più rispettate del mondo, tra un insieme di 50 paesi, nel 2013. Un sondaggio d'opinione globale condotto per la BBC ha rivelato che il paese è riconosciuto per costituire l'influenza culturalmente più positiva del pianeta nel 2011, nel 2013 e ancora nel 2014.

## Lingua
La lingua tedesca è quella ufficiale e predominante; è inoltre una delle 23 lingue ufficiali dell'Unione europea e una delle tre ammesse durante i lavori della Commissione europea, insieme alla lingua inglese e alla lingua francese. I linguaggi minoritari riconosciuti sono la lingua danese, le lingue sorabe, il dialetto frisone settentrionale e il dialetto frisone orientale; essi vengono formalmente protetti dalla Carta europea delle lingue regionali o minoritarie. Le lingue di immigrazione più utilizzate sono la lingua turca, la lingua curda, la lingua polacca, i vari linguaggi balcanici e anche la lingua russa.
Il tedesco standard fa parte delle lingue germaniche occidentali ed è strettamente imparentato e classificato accanto all'inglese, alla lingua olandese e alla lingua frisone; in misura minore è anche correlato alle lingue germaniche orientali (estinte) e alle lingue germaniche settentrionali. La maggior parte dei vocaboli tedeschi deriva dalla branca germanica della famiglia complessiva originaria delle lingue indoeuropee.
Una quantità significativa di parole proviene anche dalla lingua latina e dall'antica lingua greca, con l'aggiunta di un numero minore di francesismi e, più di recente, di inglesismi (noti come "Denglisch"). Il tedesco è scritto utilizzando l'alfabeto latino; oltre alle 26 lettere standard possiede tre ulteriori vocali con dieresi, vale a dire ä, ö, e ü, nonché la lettera ß o "scharfes S" (un'unicità del tedesco).
I dialetti della lingua tedesca sono distintivi rispetto alle varietà del tedesco standard; perlopiù rappresentano variazioni tradizionali locali riconducibili alle diverse tribù degli antichi Germani. Molti di questi rimangono difficilmente comprensibili ad un parlante del tedesco standard, poiché spesso si differenziano sia nel lessico che nella fonologia e nella sintassi.
In tutto il mondo il tedesco ha circa 100 milioni di madrelingua più altri 80 milioni di non madrelingua; costituisce il parlato e lo scritto per 90 milioni di persone nell'UE (il 18% del totale). Il 67% dei cittadini tedeschi afferma di essere in grado di comunicare in almeno una lingua straniera, mentre il 27% in almeno due lingue diverse dalla propria.
Nella diaspora tedesca gli aspetti culturali primari vengono trasmessi alle generazioni più giovani attraverso i cognomi tedeschi e l'uso abitudinario del tedesco sia parlato che scritto. Il Goethe-Institut ha il compito di diffondere la conoscenza della cultura tedesca in tutto il mondo.

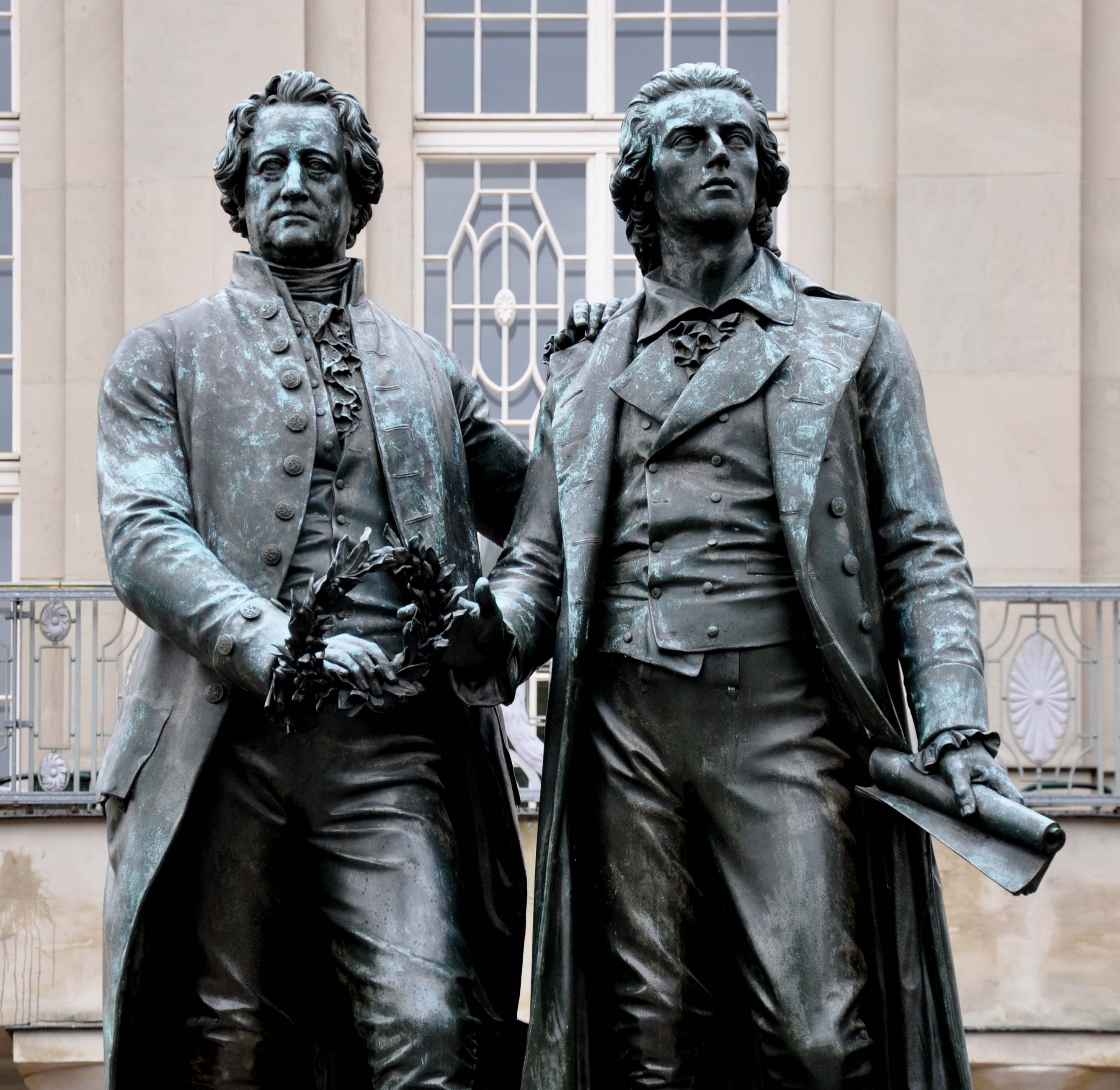
Statua raffigurante Johann Wolfgang von Goethe e Friedrich Schiller, i due maggiori rappresentanti della letteratura tedesca, a Weimar.

## Letteratura
La letteratura tedesca può essere fatta risalita al Medioevo, gli autori più noti del periodo sono il poeta Walther von der Vogelweide e Wolfram von Eschenbach con il poema della letteratura cavalleresca Parzival. La canzone dei Nibelunghi, il cui autore rimane sconosciuto, è anch'essa un lavoro importante dell'epoca, così come la Þiðreks saga. Il poeta Gottfried von Straßburg scrisse Tristan, ispirato dalle gesta leggendarie di Tristano e Isotta.
Le raccolte di fiabe, rifacentesi al folclore orale, collezionate e pubblicate dai fratelli Grimm nel XIX secolo sono diventate famose in tutto il mondo.
Il teologo Martin Lutero, che ha tradotto la Bibbia per la prima volta in tedesco, è ampiamente accreditato per aver stabilito la base per la moderna lingua alto-tedesca. Tra i più amati poeti e scrittori vi sono Gotthold Ephraim Lessing, Johann Wolfgang von Goethe, Friedrich Schiller, Heinrich Heine e Arno Schmidt.
La corrente letteraria artistica conosciuta come "Sturm und Drang" nasce in terra tedesca, così come il classicismo di Weimar e il movimento artistico del romanticismo tedesco sorto dai fermenti del circolo di Jena. La letteratura romantica ha visto come suoi maggiori esponenti Ernst Theodor Amadeus Hoffmann, Friedrich Hölderlin, Heinrich von Kleist, Novalis, Friedrich Schlegel, Wilhelm August von Schlegel, Ludwig Tieck, Ludwig Uhland e Joseph Freiherr von Eichendorff.
La "giovane Germania" riunì una vasta schiera di intellettuali e creatici tra cui Georg Büchner. Il realismo raccolse gli ingegni di Theodor Fontane, Gustav Freytag, Gottfried Keller, Wilhelm Raabe e Adalbert Stifter. Al naturalismo appartiene invece Gerhart Hauptmann.
Durante il periodo interbellico si è affermata la cultura di Weimar.
Col l'ascesa al potere del nazionalsocialismo un gran numero di uomini e donne di lettere si ritrovarono costretti a scegliere l'esilio; tra questi vi sono Ernst Bloch, Bertolt Brecht, Hermann Broch, Alfred Döblin, Lion Feuchtwanger, Bruno Frank, Oskar Maria Graf, Heinrich Eduard Jacob, Hermann Kesten, Annette Kolb, Siegfried Kracauer, Emil Ludwig, Heinrich Mann, Klaus Mann, Thomas Mann, Rudolf Olden, Robert Neumann, Erich Maria Remarque, Ludwig Renn, Alice Rühle-Gerstel, Otto Rühle, Anna Seghers, B. Traven, Bodo Uhse, Franz Werfel, Arnold Zweig e Stefan Zweig tra gli altri.
Coloro che invece decisero di rimanere nella Germania nazista comprendono Gottfried Benn, Werner Bergengruen, Hans Blüher, Hans Fallada, Werner Finck, Gertrud Fussenegger, Ricarda Huch, Ernst Jünger, Erich Kästner, Erika Mitterer, Walter von Molo, Friedrich Reck-Malleczewen, Richard Riemerschmid, Reinhold Schneider, Frank Thiess, Carl von Ossietzky e Ernst Wiechert.
Con la sconfitta della Germania nazista nella seconda guerra mondiale il paese venne suddiviso in due tronconi, la Germania Ovest filoccidentale e la Repubblica Democratica Tedesca sotto la dominazione comunista a Est. Durante la "guerra fredda" si affermano Heinrich Böll, Günter Grass, il "Gruppo 47" e la "letteratura dell'Olocausto", quest'ultima soprattutto con Paul Celan e Edgar Hilsenrath.
Nella regione sotto l'influenza dell'Unione delle Repubbliche Socialiste Sovietiche continuarono a lavorare Johannes Becher, Wolf Biermann, Bertolt Brecht, Sarah Kirsch, Günter Kunert, Reiner Kunze, Heiner Müller, Anna Seghers e Christa Wolf.
Tra gli autori svizzeri o austriaci che hanno scritto in tedesco abbiamo Adalbert Stifter, Gottfried Keller, Franz Grillparzer, Rainer Maria Rilke, Robert Musil, Stefan George, Georg Trakl, Hugo von Hofmannsthal, Franz Wedeking, Ernst Toller, Ingeborg Bachmann, Thomas Bernhard, Friedrich Dürrenmatt, Max Frisch, Elfriede Jelinek e Peter Handke.
Lo scrittore praghese di origini ebraiche Franz Kafka ha sempre scritto in tedesco.
Tredici autori di lingua tedesca hanno vinto il Premio Nobel per la letteratura:
- Theodor Mommsen nel 1902;
- il filosofo Rudolf Christoph Eucken nel 1908;
- Paul Johann Ludwig Heyse nel 1910;
- Gerhart Hauptmann nel 1912;
- il poeta svizzero Carl Spitteler nel 1919;
- Thomas Mann nel 1929;
- lo svizzero tedesco Hermann Hesse nel 1946;
- la poetessa di origini ebraiche Nelly Sachs nel 1966;
- Heinrich Böll nel 1972;
- il naturalizzato britannico ebreo Elias Canetti nel 1981;
- Günter Grass nel 1999;
- l'austriaca Elfriede Jelinek nel 2004
- Herta Müller nel 2009.

| Johann Wolfgang von Goethe (1749–1832) | Friedrich Schiller (1759–1805) | Friedrich Hölderlin (1770–1843) | Novalis (1772–1801) | Fratelli Grimm (1785–1863) | Heinrich Heine (1797–1856) | Thomas Mann (1875–1955) | Hermann Hesse (1877–1962) |
| -------------------------------------- | ------------------------------ | ------------------------------- | ------------------- | -------------------------- | -------------------------- | ----------------------- | ------------------------- |
|                                        |                                |                                 |                     |                            |                            |                         |                           |

## Filosofia
L'ascesa sempre più preponderante delle moderne scienze naturali e il relativo declino delle religioni in Germania hanno sollevato un'ampia serie di domande che continuano a ripetersi lungo tutto il corso della filosofia tedesca, quelle cioè riguardanti i rapporti tra conoscenza e fede, tra ragione e emozione, oltre che ai modi scientifici, etici ed artistici di vedere il mondo (la "Weltanschauung", uno dei concetti fondamentali dell'epistemologia filosofica tedesca).
I filosofi tedeschi hanno contribuito allo sviluppo della storia della filosofia occidentale già a partire dal Basso Medioevo, con Ildegarda di Bingen, Alberto Magno, gli esponenti della mistica renana come Meister Eckart e Taulero, e in età umanistica con Nicola Cusano e Johann Reuchlin. In seguito agli sconvolgimenti della Riforma protestante la Germania divenne la culla di varie correnti spirituali del misticismo cristiano, come il rosacrocianesimo oppure quella teosofica di Jacob Böhme.
Più tardi Gottfried Wilhelm von Leibniz e Christian Wolff nel XVII secolo ma soprattutto Immanuel Kant contribuirono a un rinnovamento della filosofia occidentale, segnando il passaggio dall'illuminismo al romanticismo, e favorendo la nascita dell'idealismo tedesco rappresentato da Johann Gottlieb Fichte, Friedrich Schelling e Georg Wilhelm Friedrich Hegel.
Friedrich Schleiermacher si è occupato specialmente di teologia criticando la religione tradizionale; è stato il padre dell'ermeneutica assieme a Wilhelm Dilthey. 
Il "kantismo" e l'idealismo hanno dato impulso a correnti romantiche come la Naturphilosophie, oltre a ispirare l'opera di Arthur Schopenhauer (con Il mondo come volontà e rappresentazione) e di Friedrich Nietzsche.
Hegel ha dato il via alla "sinistra hegeliana", cui appartennero tra gli altri Ludwig Feuerbach (con L'essenza del cristianesimo), Bruno Bauer e soprattutto Max Stirner; quest'ultimo con L'Unico e la sua proprietà viene considerato il padre spirituale dell'anarchismo.
Karl Marx e Friedrich Engels svilupparono la teoria del marxismo e del conseguente comunismo nella seconda metà del XIX secolo, mentre l'ebreo tedesco Edmund Husserl fondava la fenomenologia, che avrebbe influenzato successivamente l'esistenzialismo e il post-strutturalismo di Martin Heidegger e Hans-Georg Gadamer, che proseguirono la tradizionale via filosofica tedesca nel XX secolo.
Il "Circolo di Vienna" ha avuto tra i suoi membri più illustri i pensatori di lingua tedesca Gottlob Frege e Ludwig Wittgenstein, con il Tractatus logico-philosophicus.
Un certo numero di intellettuali tedeschi hanno anche influenzato la sociologia, in particolare la "Scuola di Francoforte" sotto la guida di Theodor Adorno e Max Horkheimer, ma anche Norbert Elias, Jürgen Habermas, Niklas Luhmann, Herbert Marcuse, Georg Simmel, Ferdinand Tönnies e Max Weber. Quest'ultimo con il suo L'etica protestante e lo spirito del capitalismo ha dato un fondamentale contributo alla riflessione sulle interconnessione esistenti tra protestantesimo e capitalismo.
L'Università Humboldt di Berlino, fondata nel 1810 dal filosofo specializzato in linguistica Wilhelm von Humboldt, è un modello influente per alcune delle moderne università occidentali.
Nel primo scorcio del XXI secolo la Germania è stata un'importante sede per lo sviluppo della filosofia analitica contemporanea nell'Europa continentale, insieme alla Francia, all'Austria, alla Svizzera e ai Paesi scandinavi.
| Immanuel Kant (1724–1804) | Johann Gottlieb Fichte (1762–1814) | Georg Wilhelm Friedrich Hegel (1770–1831) | Arthur Schopenhauer (1788–1860) | Ludwig Feuerbach (1804–1872) | Max Stirner (1806–1856) | Karl Marx (1818–1883) | Friedrich Nietzsche (1844–1900) |
| ------------------------- | ---------------------------------- | ----------------------------------------- | ------------------------------- | ---------------------------- | ----------------------- | --------------------- | ------------------------------- |
|                           |                                    |                                           |                                 |                              |                         |                       |                                 |

## Musica
Nel campo della storia della musica la Germania annovera alcuni tra i più rinomati compositori di musica classica del mondo, tra cui Johann Sebastian Bach e Ludwig van Beethoven i quali hanno segnato la transizione tra l'epoca del classicismo e la musica romantica nella civiltà occidentale.
Altri compositori della tradizione austro-tedesca che hanno raggiunto la fama internazionale includono Johannes Brahms, Richard Wagner, Franz Joseph Haydn, Franz Schubert (austriaco di famiglia tedesca), Georg Friedrich Händel, Robert Schumann, Felix Mendelssohn, Johann Strauss (figlio), Anton Bruckner, Gustav Mahler, Georg Philipp Telemann, Richard Strauss, Arnold Schönberg, Carl Orff e, più di recente, Hans Werner Henze, Helmut Lachenmann e Karlheinz Stockhausen.
Il paese costituisce il più vasto mercato musicale europeo e il terzo maggiore del mondo.; ha esercitato una forte influenza sia sulla Techno che sul Rock ed ha assunto un ruolo pionieristico nella Trance. Artisti come Herbert Grönemeyer, gli Scorpions, i Blind Guardian, i Rammstein, Nena, Xavier Naidoo, i Tokio Hotel e i Modern Talking hanno goduto di notorietà internazionale. I musicisti tedeschi e, in particolare, le band altamente innovatrici dei Tangerine Dream e dei Kraftwerk hanno contribuito allo sviluppo della musica elettronica.
La musica popolare tedesca del XX e XXI secolo comprende i gruppi Neue Deutsche Welle, Alphaville, i "City", l'Heavy metal, il Rock e il punk rock tedesco (con Nina Hagen, i Böhse Onkelz, i Die Ärzte e i Die Toten Hosen), il pop rock (con i Beatsteaks), l'Indie rock (con i Tocotronic), l'Indie pop (con i Blumfeld) e l'Hip hop tedesco (con i Die Fantastischen Vier e i Deichkind). Un ampio settore globale è rappresentato dal Minimal techno (ad esempio con Ricardo Villalobos, Paul Kalkbrenner e Sven Väth).
La Germania ospita molti grandi festival musicali rock annuali. Il Rock am Ring è quello a più ampia ricezione della nazione e tra i più grandi del mondo; gli artisti tedeschi contribuiscono anche ad una buona percentuale dei prodotti dell'industria musicale, chiamata Neue Deutsche Härte. Il paese ospita alcuni dei più numerosi ritrovi e feste della subcultura Goth del pianeta, con eventi come il Wave Gotik Treffen e il M'era Luna Festival, che attirano fino a 30.000 persone. Il Wacken Open Air è il più grande festival di "heavy metal" a cielo aperto del mondo.
A partire dal 1970 la Germania possiede ancora una volta una cultura popolare che è sempre più guidata da Berlino e da una scena musicale e artistica agguerrita; è anche conosciuta per i suoi numerosi teatri d'opera come il Semperoper, il Komische Oper Berlin e lo Staatstheater am Gärtnerplatz di Monaco di Baviera. Wagner ha istituito il Festspielhaus di Bayreuth, il teatro dove si svolge fin dal 1876 il Festival di Bayreuth.
Uno dei compositori più famosi della cinematografia internazionale è Hans Zimmer.

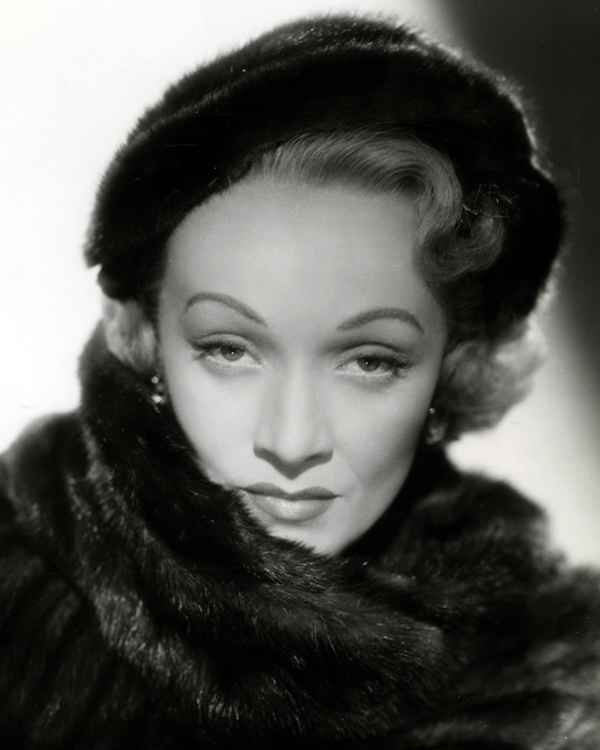
L'attrice di origini tedesche Marlene Dietrich.

| Johann Sebastian Bach (1685–1750) | Georg Friedrich Händel (1685–1759) | Franz Joseph Haydn (1732–1809) | Ludwig van Beethoven (1770–1827) | Franz Schubert (1797–1828) | Robert Schumann (1810–1856) | Richard Wagner (1813–1883) | Richard Strauss (1864–1949) |
| --------------------------------- | ---------------------------------- | ------------------------------ | -------------------------------- | -------------------------- | --------------------------- | -------------------------- | --------------------------- |
|                                   |                                    |                                |                                  |                            |                             |                            |                             |

## Cinema
Il cinema tedesco risale ai primi anni della storia del cinema con la produzione di Max Skladanowsky; esso fu particolarmente influente durante l'epoca della Repubblica di Weimar con esponenti del cinema espressionista come Robert Wiene e Friedrich Wilhelm Murnau. Il regista austriaco Fritz Lang, che assunse la cittadinanza tedesca nel 1926 e la cui carriera si sviluppò soprattutto nel periodo interbellico, ebbe una notevole influenza su Hollywood. Il suo film muto Metropolis è definito il precursore del cinema di fantascienza.
Fondato nel 1912 lo Studio Babelsberg di Potsdam è uno dei maggiori per dimensioni del mondo e tra i più antichi, centro di produzione cinematografica internazionale.
Nel 1930 Josef von Sternberg dirige L'angelo azzurro, che è stata la prima pellicola del cinema sonoro tedesca ad assurgere ad una notorietà internazionale, donando la fama mondiale all'attrice Marlene Dietrich. Il film-documentario impressionista Berlino - Sinfonia di una grande città diretta da Walter Ruttmann è un esempio eminente del genere. L'epoca nazista produsse per lo più film di propaganda (vedi cinema nel Terzo Reich), anche se l'opera di Leni Riefenstahl introdusse un'estetica filmica del tutto innovativa.
Durante gli anni settanta e ottanta i registi del "Nuovo cinema tedesco" come Volker Schlöndorff, Werner Herzog, Wim Wenders e Rainer Werner Fassbinder hanno riportato il cinema tedesco occidentale sul palcoscenico internazionale grazie ai loro film spesso assai provocatori. Più recentemente film come Good Bye, Lenin! (2003), La sposa turca (2004), La caduta - Gli ultimi giorni di Hitler (2004) e La banda Baader Meinhof (2008) hanno riscontrato un successo globale.
L'Oscar al miglior film in lingua straniera è andato alla produzione tedesca con Il tamburo di latta nel 1979, a Nowhere in Africa nel 2002 e a Le vite degli altri nel 2007. Tra gli attori tedeschi più famosi vi sono, oltre a Dietrich, Klaus Kinski, Hanna Schygulla, Armin Mueller-Stahl, Jürgen Prochnow, Thomas Kretschmann, Til Schweiger e Daniel Brühl.
Il Festival internazionale del cinema di Berlino, che si tiene ogni anno dal 1951, è uno dei più importanti del pianeta; una giuria internazionale premia pellicole provenienti da tutto il mondo con l'Orso d'oro e l'Orso d'argento, gran premio della giuria. La cerimonia annuale del European Film Awards si tiene ogni due anni a Berlino, dove si trova l'European Film Academy.

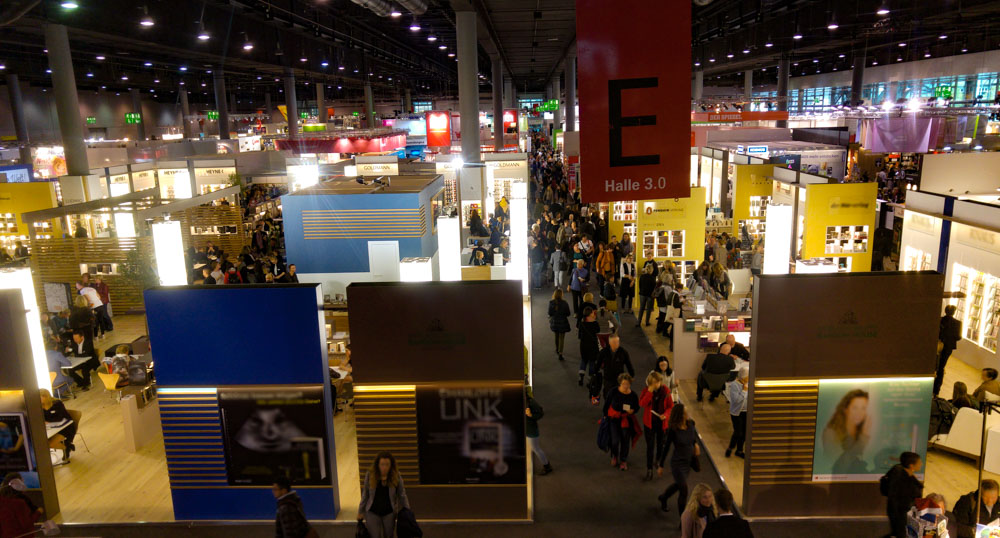
La Fiera del libro di Francoforte nel 2016.

## Media
Il mercato televisivo della Germania è il più grande d'Europa, con 34 milioni di famiglie abbonate; le numerose emittenti pubbliche regionali e nazionali sono organizzate in linea con la struttura politica federale. Circa il 90% dei tedeschi possiede la televisione via cavo o la televisione satellitare e gli spettatori possono scegliere tra diversi canali pubblici e commerciali gratuiti. I servizi di Pay TV non sono diventati popolari, mentre le emittenti pubbliche ZDF e ARD offrono una gamma di soli canali digitali.
La Germania ospita alcuni dei maggiori conglomerati mediali del mondo, tra cui Bertelsmann, Axel Springer SE e ProSiebenSat.1 Media.
Gli editori di libri di lingua tedesca producono ogni anno circa 700 milioni di copie con circa 80.000 titoli; quasi 60.000 di essi costituiscono delle novità. La Germania è al terzo posto sulle statistiche internazionali dopo il mercato del libro di lingua inglese e la Repubblica Popolare Cinese. La Fiera del libro di Francoforte è considerata la più importante nel mondo per le trattative e gli scambi internazionali e può vantare una tradizione che dura da oltre 500 anni.
Molti dei giornali e delle riviste più venduti d'Europa sono prodotti in Germania. I quotidiani a più alta diffusione sono Die Zeit, Süddeutsche Zeitung, Frankfurter Allgemeine Zeitung e Die Welt, le riviste maggiori includono Der Spiegel, Stern e Focus. Il Bild è un tabloid e ha la più ampia diffusione tra tutti i giornali tedeschi.

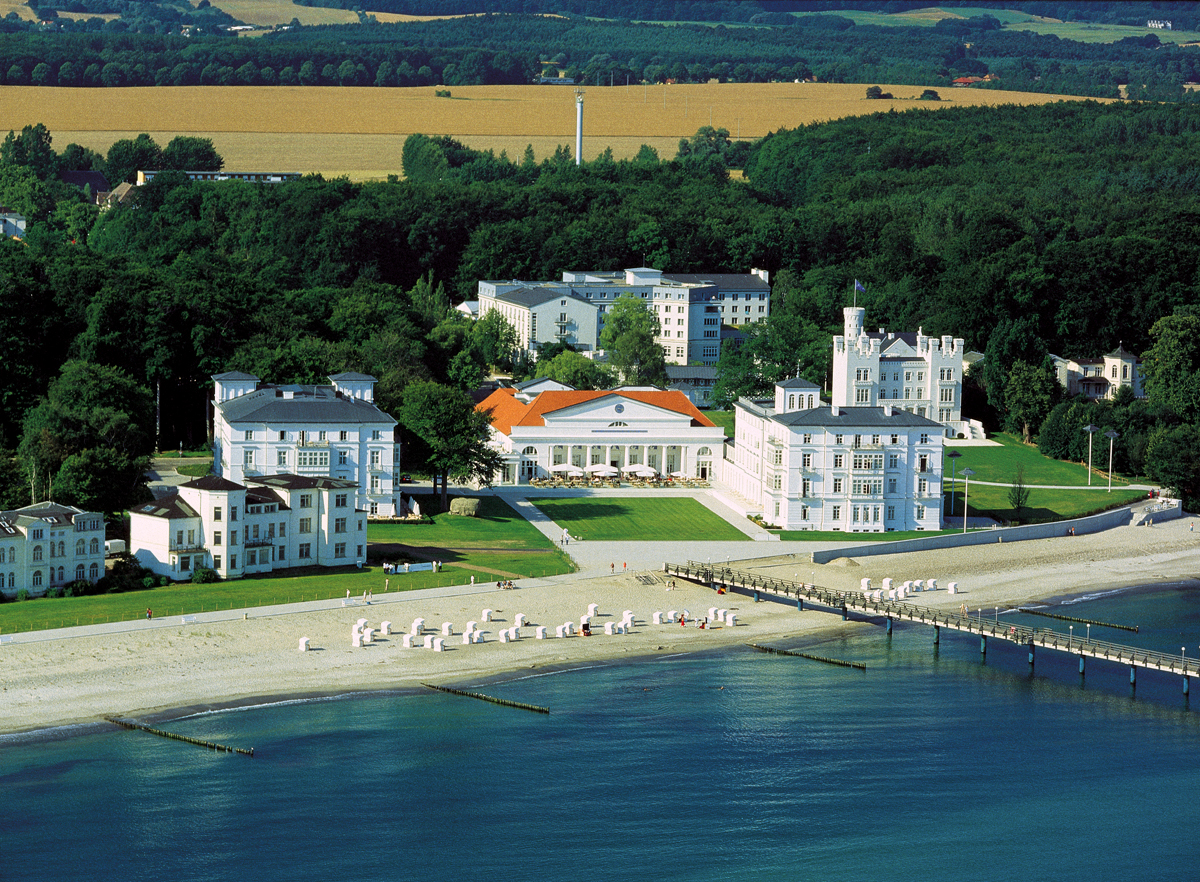
Il Grand Hotel Heiligendamm, costruito come località balneare tra il 1793 e il 1870.

## Architettura
I contributi architettonici della Germania includono gli stili dell'architettura carolingia e di quella ottoniana, importanti precursori dell'architettura romanica. La regione ha poi prodotto importanti opere in stili quali l'architettura gotica, rinascimentale e barocca.
La nazione è stata particolarmente importante all'inizio dell'architettura moderna attraverso il Deutscher Werkbund e il movimento Bauhaus identificato con Walter Gropius. I nazisti hanno posto termine a tutto ciò favorendo un tipo di architettura neoclassica. Al termine della seconda guerra mondiale sono state costruite strutture di architettura postmoderna; dopo la riunificazione tedesca questa tendenza continua. L'architettura contemporanea è piuttosto raramente seguita a livello internazionale e pertanto non forma degli standard estetici.

## Arte
L'arte tedesca ha una lunga e distinta tradizione nell'ambito dell'arte visiva, dal più antico lavoro noto dell'arte figurativa preistorica alla sua attuale produzione di arte contemporanea.
Importanti pittori del Rinascimento tedesco comprendono Albrecht Altdorfer, Lucas Cranach il Vecchio, Matthias Grünewald, Hans Holbein il Giovane e il celebre Albrecht Dürer; il più importante artista del Barocco tedesco è invece Cosmas Damian Asam. Altri nomi comprendono il pittore Anselm Kiefer, l'esponente dell'arte romantica Caspar David Friedrich, del Surrealismo Max Ernst, del Concettualismo Joseph Beuys e Wolf Vostell ed infine del Neoespressionismo Georg Baselitz.

## Folclore
Un impatto culturale importante ha il folclore tedesco: da ricordare le figure di Alp, tipico essere soprannaturale e Mare, caratteristica presenza maligna del folclore tedesco.
Un aspetto culturale rilevante lo assume anche il Natale in Germania.

## Religione
Il 59,4% della popolazione tedesca appartiene alle confessioni cristiane: il 30% segue la Chiesa cattolica in Germania, mentre il 29% è affiliato al protestantesimo. (le cifre sono conosciute con precisione perché la Germania impone una "tassa ecclesiale" a tutti coloro che rivelano un'affiliazione religiosa).
Il settentrione e i Lander orientali sono prevalentemente protestanti, mentre il Sud e l'Occidente prevalentemente cattolici; a tutt'oggi esiste una maggioranza non religiosa ad Amburgo e nell'ex Repubblica Democratica Tedesca (vedi Irreligiosità in Germania). Il paese è stato, ad un certo punto della storia della Germania, quasi interamente inglobato all'interno del Sacro Romano Impero, ma fu anche la patria di riformatori protestanti come Martin Lutero.
Storicamente la Germania ha sempre avuto una popolazione ragguardevole di ebrei (vedi Storia degli ebrei in Germania); dopo la "Shoah" tuttavia solo poche migliaia di persone di origine ebraica sono rimaste, ma la comunità continua a contare circa 100.000 membri, [27] molti dei quali provenienti dall'ex Unione delle Repubbliche Socialiste Sovietiche. Ha anche una cospicua minoranza di musulmani, per la maggior parte Turchi.
La Teologia tedesca include Lutero, Filippo Melantone, Friedrich Schleiermacher, Ludwig Feuerbach, Rudolf Otto, Karl Barth, Rudolf Bultmann e Dietrich Bonhoeffer. Qui hanno avuto i loro natali anche molti esponenti del misticismo tra cui Meister Eckhart, Rudolf Steiner e Jacob Böhme; Papa Benedetto XVI è nato in Baviera.

## Scienza
La Germania è stata la patria di molti inventori e ingegneri famosi, come Johannes Gutenberg a cui viene accreditata la creazione della stampa a caratteri mobili; Hans Geiger è il creatore del "contatore Geiger" e Konrad Zuse ha costruito il primo computer. Altri, tra cui industriali famosi, sono Ferdinand von Zeppelin (inventore dell'omonimo "Zeppelin"), Gottlieb Daimler, Rudolf Diesel, Nikolaus August Otto, Felix Wankel, Wernher von Braun e Karl Benz hanno contribuito a modellare la tecnologia moderna del trasporto automobilistico e aereo, inclusi gli inizi dell'era spaziale.
Il lavoro di Albert Einstein e Max Planck è stato fondamentale per la fondazione della fisica moderna, che Werner Karl Heisenberg e Erwin Schrödinger hanno sviluppato ulteriormente. Furono preceduti da fisici assai importanti come Hermann von Helmholtz, Joseph von Fraunhofer e Daniel Gabriel Fahrenheit tra gli altri. Wilhelm Conrad Röntgen ha scoperto i raggi X, una realizzazione che lo ha reso il primo vincitore del Premio Nobel per la fisica nel 1901. Il Walhalla per "tedeschi valorosi e distinti" presenta un certo numero di scienziati ed è situato a est di Ratisbona.
La Germania ospita alcuni dei migliori centri accademici europei; alcuni dei più famosi comprendono l'Università Ludwig Maximilian di Monaco e l'università di Berlino, l'Università di Tubinga, l'Università Georg-August di Gottinga, l'Università di Marburgo e l'Università di Friburgo tra molti altri. L'Università Ruperto Carola di Heidelberg è una delle più antiche del continente europeo.